# The Good Egg (film, 1939)
Pour plus de détails, voir Fiche technique et Distribution.
The Good Egg est un court métrage d'animation américain de la série des Merrie Melodies réalisé par Chuck Jones, sorti en 1939.